# ヴィニシウス・ロペス・ダ・シウヴァ
ヴィニシウス・ロペス（Vinícius Lopes）ことヴィニシウス・ロペス・ダ・シウヴァ（ポルトガル語: Vinícius Lopes da Silva、1999年5月7日 - ）は、ブラジルのサッカー選手。CDサンタ・クララ所属。ポジションはFW。

## クラブ歴
トカンティンス州モンチ・ド・カルモの生まれ。2016年に地元から800km以上離れたゴイアスECの下部組織に加入。2019年10月20日に行われたカンピオナート・ブラジレイロ・セリエAでプロ初出場を記録した。
2022年にカンピオナート・ブラジレイロ・セリエAに昇格したボタフォゴFRに完全移籍した。